# Piper descourtilsianum
Piper descourtilsianum är en pepparväxtart som beskrevs av C. Dc.. Piper descourtilsianum ingår i släktet Piper och familjen pepparväxter. Inga underarter finns listade i Catalogue of Life.